# Кудра (остановочный пункт)
Ку́дра (латыш. Kūdra) — остановочный пункт в Юрмале на электрифицированной железнодорожной линии Торнякалнс — Тукумс II, ранее являвшейся частью Риго-Орловской железной дороги.

## История
Остановочный пункт (платформа) Кудра, в буквальном переводе с латышского языка — Торф, появился в 1951 году и, с момента появления, был обустроен для обслуживания рабочих местного торфозавода.
После строительства подъездного пути к эстакаде по перевалке торфа предоставилась возможность отгружать продукцию. Так же в 1950-х годах от станции Кудра по кольцеобразному маршруту ходил грузовой поезд, снабжавший горючим торфом Слокскую бумажную фабрику.

## Галерея

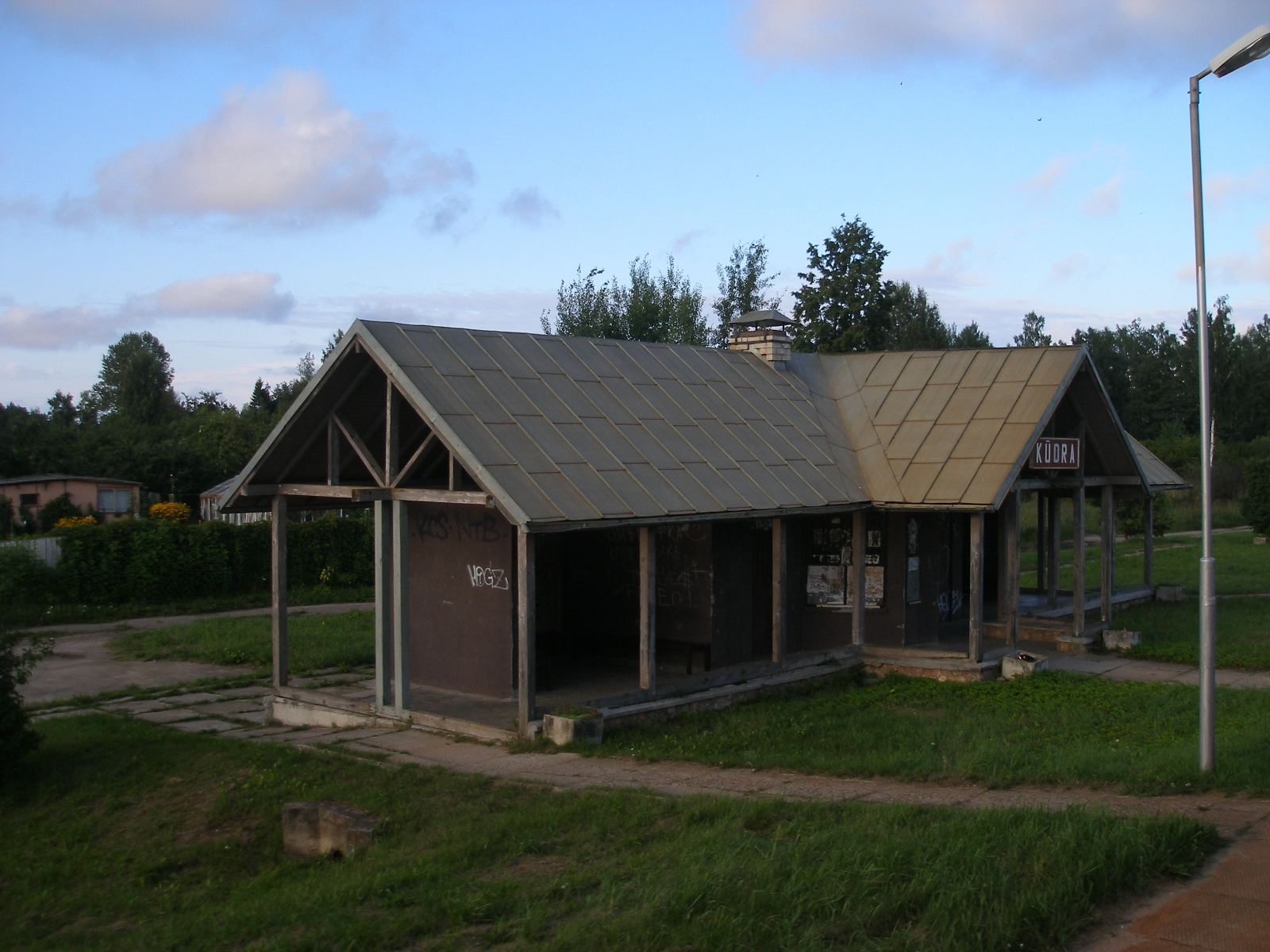
Пассажирское здание, июль 2011 года
Общий вид со стороны Кемери